# Перелік холодної зброї Червоної армії в Другій світовій війні

## Короткоклинкова зброя

### Багнети

#### Голчасті
- Багнет до гвинтівки Мосіна-Нагана зразка 1891/1930 років

Чотиригранний голчастий багнет
- Однолезовий багнет до гвинтівки Мосіна-Нагана зразка 1891/1930 років

Однолезовий голчастий багнет із жолобицею, довжина клинка — 285 мм; трубка як у чотиригранного багнета

#### Клинкові
- Багнет до автоматичної гвинтівки системи Симонова зразка 1936 року
- Багнет до самозарядної гвинтівки системи Токарєва зразка 1938 року
- Багнет до самозарядної гвинтівки системи Токарєва зразка 1940 року

### Ножі
- Армійський ніж зразка 1940 року[ru] («ніж розвідника» НР-40, «ніж автоматника» НА-40, «ніж десантника»)
- Ніж канадського типу

Варіант мисливського ножа: відносно широкий клинок довжиною 175 мм форми кліп-пойнт, з широкою жолобицею, руків'я пряме дерев'яне, або за формою повторює руків'я шашки, але виконане з пластмаси.
- Ніж офіцерський експериментальний

Напівскладаний (двосічний клинок фронтально забирається у руків'я на 2/3 своєї довжини). В 1944 році ніж рекомендовано як офіцерсько-генеральську зброю, в 1945 році виготовлена дослідна партія до 200 одиниць.
- Ніж-стропоріз

### Кортики
- Генеральський кортик зразка 1940 року
- Морський командирський кортик зразка 1940 року

## Довгоклинкова зброя
- Кавалерійська шашка командного і начальницького складу зразка 1927 року
- Кавалерійська шашка червоноармійців і молодших командирів зразка 1927 року
- Генеральська шашка зразка 1940 року
- Шашка стройового начальницького складу зразка 1940 року
- Морська офіцерська шабля зразка 1855/ 1914 року (морський офіцерський палаш)
- Морський курсантський палаш зразка 1940 року

## Нагородна зброя
- Нагородний армійський ніж

Варіант армійського ножа зразка 1940 року. Руків'я жовтого кольору, металічні елементи руків'я, гарди й піхов з мосяжу. На клинку гравірується нагородний напис.
- Нагородний кортик

На руків'ї кортика мосяжна пластина з нагородним написом.
- Нагородна шашка

Декілька варіантів оздоблення шашок зразка 1927 року